# Max Golser
Max Golser (ur. 4 maja 1940 w Vomp, zm. 3 kwietnia 2019 w Schwaz) – austriacki skoczek narciarski, reprezentant kraju, olimpijczyk, trener.

## Kariera
Max Golser urodził się Vomp. Miał trzech braci: Hansa, Rudiego i Josefa oraz dwie siostry: Greti i Marthę. Max Golser karierę sportową rozpoczął w WSV Vomp. Na międzynarodowych zawodach zadebiutował 9 grudnia 1956 roku w Innsbrucku, na których zajął 2. miejsce, tuż za Jourezem Helmuthem. Dzięki dzięki dobrym występom w reprezentacji Tyrolu dostał się do reprezentacji Austrii. 6 stycznia 1961 roku zadebiutował w Turnieju Czterech Skoczni podczas konkursu na skoczni Bergisel w Innsbrucku, w którym zajął 49. miejsce, a 8 stycznia 1961 roku na Skoczni im. Paula Ausserleitnera w Bischofshofen zajął 46. miejsce, kończąc tym samym Turniej Czterech Skoczni 1960/1961 na miejscach poniżej 50. Pierwsze najlepsze wyniki osiągnął w sezonie 1962/1963, kiedy to 6 stycznia 1963 roku na Skoczni im. Paula Ausserleitnera w Bischofshofen zajął 9. miejsce, natomiast 23 marca 1963 roku podczas pierwszego konkursu Tygodnia Lotów Narciarskich na skoczni Velikanka w Planicy, zajął 7. miejsce, zajmując ostatecznie 18. miejsce w klasyfikacji generalnej turnieju.
Wkrótce został jednym czołowych austriackich zawodników. 6 stycznia 1965 roku w ostatnim konkursie Turnieju Czterech Skoczni 1964/1965, na Skoczni im. Paula Ausserleitnera w Bischofshofen zajął 5. miejsce, natomiast 15 lutego 1965 roku wygrał międzynarodowe zawody na skoczni Mühlenkopfschanze w Willingen. Dzięki dobrym wynikom, w 1966 roku został powołany na mistrzostwa świata 1966 w Oslo, na których zajął 21. miejsce na normalnej skoczni oraz 19. miejsce na dużej skoczni, a 19 marca 1966 roku w pierwszym konkursie Memoriału Bronisława Czecha i Heleny Marusarzówny zajął 2. miejsce, tuż za Polakiem Józefem Przybyłą. Sezon 1966/1967 był najlepszym sezonem w karierze Golsera. Najpierw w klasyfikacji generalnej Turnieju Czterech Skoczni zajął 26. miejsce, natomiast 5 marca 1967 roku na skoczni Holmenkollbakken w Oslo zajął 3. miejsce podczas zawodów rozgrywanych w ramach Festiwalu Narciarskiego w Holmenkollen, tuż za Norwegami: Bjørnem Wirkolą i Bentem Tomtumem. W tym samym roku zajął 3. miejsce w konkursie indywidualnym mistrzostw Austrii 1967. W 1968 roku na igrzyskach olimpijskich 1968 w Grenoble zajął 36. miejsce na normalnej skoczni oraz 22. miejsce na dużej skoczni. W 1970 roku na mistrzostwach świata 1970 w czechosłowackich Wysokich Tatrach (konkurs skoków narciarskich był rozgrywany w Szczyrbskim Jeziorze) zajął 45. miejsce na normalnej skoczni oraz 36. miejsce na dużej skoczni. W 1971 roku został wicemistrzem Austrii 1971, przegrywając jedynie z Reinholdem Bachlerem. W 1972 roku na igrzyskach olimpijskich 1972 w Sapporo zajął 36. miejsce na normalnej skoczni oraz 43. miejsce na dużej skoczni. Po mistrzostwach świata w lotach 1972 w Planicy, na których zajął 30. miejsce, zakończył karierę sportową.

## Igrzyska olimpijskie

### Indywidualnie
| 1968 Grenoble/Autrans/Saint-Nizier-du-Moucherotte | – | 36. miejsce (K-70), 22. miejsce (K-90)  |
| 1972 Sapporo                                      | – | 36. miejsce (K-86), 43. miejsce (K-110) |

### Starty M. Golsera na igrzyskach olimpijskich
| Miejsce | Dzień     | Rok  | Miejscowość                 | Skocznia   | Punkt K | HS | Konkurs  | Skok 1 | Skok 2 | Nota      | Strata   | Zwycięzca          |
| ------- | --------- | ---- | --------------------------- | ---------- | ------- | -- | -------- | ------ | ------ | --------- | -------- | ------------------ |
| 36.     | 11 lutego | 1968 | Autrans                     | Le Claret  | K-70    | –  | indywid. | 74,0 m | 65,0 m | 186,0 pkt | 36,5 pkt | Jiří Raška         |
| 22.     | 18 lutego | 1968 | Saint-Nizier-du-Moucherotte | Dauphiné   | K-90    | –  | indywid. | 95,0 m | 91,5 m | 190,4 pkt | 40,9 pkt | Władimir Biełousow |
| 36.     | 6 lutego  | 1972 | Sapporo                     | Miyanomori | K-86    | –  | indywid. | 73,0 m | 73,5 m | 195,8 pkt | 48,4 pkt | Yukio Kasaya       |
| 43.     | 11 lutego | 1972 | Sapporo                     | Ōkurayama  | K-110   | –  | indywid. | 86,0 m | 78,0 m | 153,6 pkt | 66,3 pkt | Wojciech Fortuna   |

## Mistrzostwa świata

### Indywidualnie
| 1966 Oslo                | – | 21. miejsce (K-75), 19. miejsce (K-85) |
| 1970 Szczyrbskie Jezioro | – | 45. miejsce (K-70), 36. miejsce (K-90) |

### Starty M. Golsera na mistrzostwach świata
| Miejsce | Dzień     | Rok  | Miejscowość         | Skocznia         | Punkt K | HS | Konkurs  | Skok 1 | Skok 2 | Nota      | Strata   | Zwycięzca      | Przypis                 |
| ------- | --------- | ---- | ------------------- | ---------------- | ------- | -- | -------- | ------ | ------ | --------- | -------- | -------------- | ----------------------- |
| 21.     | 19 lutego | 1966 | Oslo                | Midtstubakken    | K-75    | –  | indywid. | 73,5 m | 72,5 m | 199,7 pkt | 34,9 pkt | Bjørn Wirkola  | ex aequo z Kurtem Elimä |
| 19.     | 27 lutego | 1966 | Oslo                | Holmenkollbakken | K-85    | –  | indywid. | 79,0 m | 76,5 m | 182,3 pkt | 33,0 pkt | Bjørn Wirkola  |                         |
| 45.     | 14 lutego | 1970 | Szczyrbskie Jezioro | MS 1970 A        | K-70    | –  | indywid. | 75,0 m | 72,0 m | 200,3 pkt | 40,3 pkt | Garij Napałkow |                         |
| 36.     | 21 lutego | 1970 | Szczyrbskie Jezioro | MS 1970 B        | K-90    | –  | indywid. | 87,0 m | 93,5 m | 184,0 pkt | 42,0 pkt | Garij Napałkow |                         |

## Mistrzostwa świata w lotach narciarskich

### Indywidualnie
| 1972 Planica | – | 30. miejsce |

### Starty M. Golsera na mistrzostwach świata w lotach
| Miejsce | Dzień       | Rok  | Miejscowość | Skocznia  | Punkt K | HS | Konkurs  | Skok 1  | Skok 2  | Nota      | Strata    | Zwycięzca      |
| ------- | ----------- | ---- | ----------- | --------- | ------- | -- | -------- | ------- | ------- | --------- | --------- | -------------- |
| 30.     | 24–26 marca | 1972 | Planica     | Velikanka | K-165   | –  | indywid. | 100,0 m | 115,0 m | 306,5 pkt | 121,0 pkt | Walter Steiner |

## Turniej Czterech Skoczni

### Miejsca w klasyfikacji generalnej
| Sezon     | Miejsce |
| --------- | ------- |
| 1962/1963 | 42.     |
| 1963/1964 | 33.     |
| 1964/1965 | 30.     |
| 1965/1966 | 35.     |
| 1966/1967 | 26.     |
| 1967/1968 | 47.     |
| 1968/1969 | 38.     |
| 1969/1970 | 32.     |
| 1970/1971 | 31.     |
| 1971/1972 | 41.     |

## Tydzień Lotów Narciarskich

### Miejsca w klasyfikacji generalnej
| Sezon | Miejsce |
| ----- | ------- |
| 1962  | 36.     |
| 1963  | 18.     |
| 1964  | 3.      |
| 1965  | 27.     |
| 1966  | 28.     |
| 1967  | 16.     |
| 1968  | 6.      |
| 1969  | 26.     |

## Festiwal Narciarski w Holmenkollen

### Miejsca w klasyfikacji generalnej
| Sezon | Miejsce |
| ----- | ------- |
| 1964  | 27.     |
| 1965  | 42.     |
| 1967  | 3.      |
| 1968  | 19.     |
| 1969  | 17.     |
| 1970  | 15.     |
| 1971  | 32.     |

## Kariera trenerska
Max Golser po zakończeniu kariery sportowej rozpoczął karierę trenerską. W latach 1972–1974 był trenerem reprezentacji Austrii. Następnie został zastąpiony przez Baldura Preimla, którego w 1980 roku zastąpił, powracając tym samym do funkcji trenera reprezentacji Austrii. Pod jego wodzą największe sukcesy odnosili: Armin Kogler (dwukrotny zdobywca Pucharu Świata (1981, 1982), 3. miejsce w klasyfikacji generalnej Pucharu Świata 1982/1983, złoty medal (na normalnej skoczni) i brązowy medal (na dużej skoczni) mistrzostw świata 1982, 2. miejsce w Turnieju Czterech Skoczni 1980/1981, wicemistrzostwo świata w lotach 1981) oraz Hubert Neuper (triumfator Turnieju Czterech Skoczni 1980/1981, 2. miejsce w klasyfikacji generalnej Pucharu Świata 1981/1982). Ponadto sukcesy odnosiła również drużynowo reprezentacja Austrii (dwukrotny triumf w Pucharze Narodów (1981, 1982), a także mistrzostwo świata 1982. Po nieudanym sezonie 1983/1984 Golser odszedł z funkcji trenera reprezentacji Austrii i został zastąpiony przez Paula Ganzenhubera.
Sukcesy podopiecznych Golsera w Austrii w latach 1980–1984 (chronologicznie)
| Medal | Zawodnik      | Zawody                      | Rok  |
| ----- | ------------- | --------------------------- | ---- |
|       | Hubert Neuper | Turniej Czterech Skoczni    | 1981 |
|       | Armin Kogler  | Turniej Czterech Skoczni    | 1981 |
|       | Armin Kogler  | Mistrzostwa świata w lotach | 1981 |
|       | Armin Kogler  | Puchar Świata               | 1981 |
|       | Austria       | Puchar Narodów              | 1981 |
|       | Armin Kogler  | Mistrzostwa świata          | 1982 |
|       | Armin Kogler  | Mistrzostwa świata          | 1982 |
|       | Austria       | Mistrzostwa świata          | 1982 |
|       | Armin Kogler  | Puchar Świata               | 1982 |
|       | Hubert Neuper | Puchar Świata               | 1982 |
|       | Armin Kogler  | Puchar Świata               | 1983 |
|       | Austria       | Puchar Narodów              | 1982 |

Następnie w latach 1984–1996 był trenerem reprezentacji RFN/Niemiec w kombinacji norweskiej. Pod jego wodzą największe sukcesy odnosili: Hermann Weinbuch (zdobywca Pucharu Świata 1985/1986), dwukrotnie 2. miejsce w klasyfikacji generalnej Pucharu Świata (1985, 1987), złoty medal (1985) i brązowy medal (1987) w biegu indywidualnym na mistrzostwach świata), Hubert Schwarz (3. miejsce w klasyfikacji generalnej Pucharu Świata 1984/1985) oraz Thomas Müller (2. miejsce w klasyfikacji generalnej Pucharu Świata 1985/1986). Ponadto sukcesy odnosiła również drużynowo reprezentacja RFN/Niemiec (triumf w Pucharze Narodów 1985/1986, dwukrotnie 2. miejsce w klasyfikacji generalnej Pucharze Narodów (1985, 1987), mistrzostwo olimpijskie 1988 w konkursie drużynowym oraz dwukrotnie złoty medal (1985, 1987) oraz brązowy medal (1993) w sztafecie na mistrzostwach świata. Po sezonie 1995/1996 podał się do dymisji z powodu problemów zdrowotnych.
Sukcesy podopiecznych Golsera w RFN/Niemczech w latach 1984−1996 (chronologicznie)
| Medal | Zawodnik         | Zawody               | Rok  |
| ----- | ---------------- | -------------------- | ---- |
|       | Hermann Weinbuch | Mistrzostwa świata   | 1985 |
|       | RFN              | Mistrzostwa świata   | 1985 |
|       | Hermann Weinbuch | Puchar Świata        | 1985 |
|       | Hubert Schwarz   | Puchar Świata        | 1985 |
|       | RFN              | Puchar Narodów       | 1985 |
|       | Hermann Weinbuch | Puchar Świata        | 1986 |
|       | Thomas Müller    | Puchar Świata        | 1986 |
|       | RFN              | Puchar Narodów       | 1986 |
|       | Hermann Weinbuch | Mistrzostwa świata   | 1987 |
|       | RFN              | Mistrzostwa świata   | 1987 |
|       | Hermann Weinbuch | Puchar Świata        | 1987 |
|       | RFN              | Puchar Narodów       | 1987 |
|       | RFN              | Igrzyska olimpijskie | 1988 |
|       | Niemcy           | Mistrzostwa świata   | 1993 |

## Życie prywatne
Max Golser miał żonę Toril, z którą miał syna Christophera i córkę Kerstin oraz wnuczki: Julianę i Emmę. Zmarł 3 kwietnia 2019 roku po długiej i ciężkiej chorobie w rodzinnym Schwaz, gdzie 8 kwietnia 2019 roku został pochowany.